# Stone Alone
Stone Alone es el segundo álbum de estudio en solitario del bajista de the Rolling Stones, Bill Wyman. Fue publicado el 27 de febrero de 1976 por Rolling Stones Records.

## Recepción de la crítica
Un escritor no especificado de la revista Cashbox escribió: “La identidad musical es el factor clave en el funcionamiento de ‘Stone Alone’ de Bill Wyman. Los elementos de pop y reggae son válidos en manos de Wyman, ya que los tensos instrumentales y las sutiles matices vocales crean una serie de cortes que tienen éxito en virtud de su individualidad“. El crítico musical Robert Christgau le dio una “C+” e indicó que el músico manifiesta “su deleite por el pop, lo pegadizo y lo lindo, aunque no tiene la voz o la astucia vocal para acompañarlo”. En una reseña en retrospectiva para AllMusic, Donald A. Guarisco crítico el álbum por carecer “del enfoque y las canciones sólidas del álbum anterior y termina sintiéndose como el típico proyecto paralelo de viaje del ego de una estrella de rock”.

## Lista de canciones
Todas las canciones escritas y compuestas por Bill Wyman, excepto donde esta anotado. 
| Lado uno |                                                                                 |          |  |
| N.º      | Título                                                                          | Duración |  |
| 1.       | «A Quarter to Three» (Gene Barge, Gary U.S. Bonds, Frank Guida, Joseph Royster) | 2:54     |  |
| 2.       | «Gimme Just One Chance»                                                         | 2:49     |  |
| 3.       | «Soul Satisfying»                                                               | 2:41     |  |
| 4.       | «Apache Woman»                                                                  | 3:34     |  |
| 5.       | «Every Sixty Seconds»                                                           | 4:12     |  |
| 6.       | «Get It On»                                                                     | 3:37     |  |

| Lado dos |                                                         |          |  |
| N.º      | Título                                                  | Duración |  |
| 1.       | «Feet» (Danny Kortchmar)                                | 4:01     |  |
| 2.       | «Peanut Butter Time»                                    | 3:53     |  |
| 3.       | «Wine and Wimmen»                                       | 3:24     |  |
| 4.       | «If You Wanna Be Happy» (Carmela Guida, Guida, Royster) | 2:49     |  |
| 5.       | «What's the Point»                                      | 2:33     |  |
| 6.       | «No More Foolin'»                                       | 3:32     |  |

- Los lados uno y dos fueron combinados como pista 1–12 en la reedición de CD.

| Bonus tracks (2006 Castle Music reissue) |                                   |          |  |
| N.º                                      | Título                            | Duración |  |
| 13.                                      | «High Flying Bird»                | 2:53     |  |
| 14.                                      | «Back to School Again»            | 2:43     |  |
| 15.                                      | «Can't Put Your Picture Down»     | 3:10     |  |
| 16.                                      | «Love Is Such a Wonderful Thing»  | 4:22     |  |
| 17.                                      | «A Quarter to Three» (Single Mix) | 3:00     |  |
| 18.                                      | «Apache Woman» (Single Mix)       | 3:03     |  |

## Posicionamiento
| Gráfica (1976)                      | Pico de posición |
| ----------------------------------- | ---------------- |
| Estados Unidos (Billboard 200)      | 166              |
| Estados Unidos (Cashbox Top Albums) | 160              |